# W.B.R. Lickorish
William Bernard Raymond Lickorish, souvent cité comme W. B. R. Lickorish ou W. B. Raymond Lickorish est un mathématicien britannique né le 19 février 1935. Il est professeur émérite de topologie géométrique au Département de mathématiques pures et de statistique mathématique de l'Université de Cambridge et également membre émérite du Pembroke College de Cambridge.

## Biographie
Lickorish a obtenu son doctorat à l'université de Cambridge en 1964 ; sa thèse a été dirigée par Christopher Zeeman.

## Recherche
Ses intérêts de recherche incluent la topologie et la théorie des nœuds. Il est l'un des découvreurs de l'invariant polynomial HOMFLY (en) des entrelacs et a prouvé le théorème de Lickorish-Wallace (en) qui stipule que toutes les 3-variétés orientables fermées peuvent être obtenues par chirurgie de Dehn (en) sur des entrelacs.

## Prix et distinctions
En 1991, Lickorish a reçu le prix Whitehead Senior de la London Mathematical Society. Lickorish et Kenneth Millett sont lauréats du prix Chauvenet en 1991 pour leur article « The New Polynomial Invariants of Knots and Links ». Lickorish est élu membre de l'American Mathematical Society dans la classe 2019 « pour ses contributions à la théorie des nœuds et à la topologie de faible dimension ».

## Publications (sélections)
- W. B. R. Lickorish, « A Representation of Orientable Combinatorial 3-Manifolds », Annals of Mathematics, vol. 76, no 3,‎ novembre 1962, p. 531–540 (DOI 10.2307/1970373, JSTOR 1970373).
- Peter Freyd, David Yetter, Jim Hoste, W.B.R. Lickorish, K. Millett et A. Ocneanu, « A New Polynomial Invariant of Knots and Links », Bulletin of the American Mathematical Society, vol. 12, no 2,‎ 1985, p. 239–246 (DOI 10.1090/S0273-0979-1985-15361-3 )
- W.B.Raymond Lickorish, An Introduction to Knot Theory, Springer Science & Business Media, coll. « Graduate Texts in Mathematics » (no 175), 1997, x+204 (ISBN 9780387982540).

## Voir également
- Théorème de torsion de Lickorish